# Liste der börsennotierten deutschen Unternehmen
Diese Liste enthält alle börsennotierten Unternehmen mit formalem oder operativem Hauptsitz in Deutschland (Stand: 16. März 2018). Dies schließt neben den Aktien des regulierten Marktes auch den Freiverkehr mit ein. Ebenso eingeschlossen ist die Notierung an ausländischen Börsenplätzen. Nicht aufgeführt sind sogenannte unnotierte Werte, die nicht an einer Börse, sondern allenfalls bei außerbörslichen Handelshäusern wie Valora Effekten oder Schnigge handelbar sind.
Unternehmen, die durch Squeeze-out, Delisting, Fusion etc. von der Börse genommen wurden, sind nicht mehr aufgeführt. Unternehmen in Insolvenz (i.I.) oder in Liquidation (i.L. oder i.Abw.) bleiben in der Liste, solange ihre Anteile an einer Börse handelbar sind.
Die Unternehmensnamen in der Liste entsprechen den handelsrechtlichen Namen der Aktiengesellschaften.
Von den etwa 800 in der Liste aufgeführten Unternehmen sind zirka 150 in den Indizes der am höchsten kapitalisierten und meistgehandelten Aktien (DAX, MDAX, SDAX und TecDAX) enthalten; der CDAX mit über 400 Aktien repräsentiert den Regulierten Markt. Diese Indizes umfassen auch einige ausländische Aktien.

## 0–9
- 1&1 AG
- 11 88 0 Solutions AG (ehemals Telegate AG)
- 2G Energy AG (ehemals 2G Bio-Energietechnik AG)
- 3U Holding AG
- 4basebio AG (ehemals Expedeon AG, davor SYGNIS AG, davor LION bioscience AG)
- 4SC AG
- 7C Solarparken AG (ehemals Colexon Energy AG, zuvor Reinecke + Pohl Sun Energy AG)

## A
- a.a.a. aktiengesellschaft allgemeine anlageverwaltung
- a.i.s. AG
- A.S. Création Tapeten AG
- aap Implantate AG
- Aareal Bank AG
- ABO Invest AG
- ABO Wind Aktiengesellschaft
- Accentro Real Estate AG (ehemals ESTAVIS AG)
- Activa Resources AG (ehemals T.N.G. Capital Invest AG)
- AdCapital AG
- adesso SE
- adidas AG
- adinotec AG (ehemals Neosino Nanotechnologies AG)
- Adler Modemärkte AG
- ADLER Real Estate Aktiengesellschaft
- ADM Hamburg Aktiengesellschaft (ehemals Oelmühle Hamburg AG)
- ADO Properties S.A. (börsennotierte Holding in Luxemburg)
- ADVA Optical Networking SE
- Advantag Aktiengesellschaft
- advides AG
- AE New Media Innovations SE
- AEE Ahaus-Enscheder AG (zeitweise Meravest Capital AG)
- Affimed N.V. (deutsches Unternehmen mit niederländischer Rechtsform)
- AFKEM AG für chemische Industrie
- Agennix AG
- AGIV Real Estate AG
- AGRARIUS AG
- AGROB Immobilien AG
- Ahlers AG
- aifinyo AG
- Air Berlin PLC & Co. Luftverkehrs KG
- AIXTRON SE
- Aktienbrauerei Kaufbeuren Aktiengesellschaft
- Aktiengesellschaft Bad Neuenahr
- ALBA SE (ehemals Interseroh AG)
- Albis Leasing AG
- Aldea Assekuranzmakler AG (ehemals Arima Real Estate AG)
- Aleia Holding AG (ehemals Bebra Biogas Holding AG)
- Alexanderwerk AG
- All for One Steeb AG
- Allerthal-Werke AG
- Allgäuer Brauhaus Aktiengesellschaft
- Allgeier SE
- Allgemeine Gold- und Silberscheideanstalt AG
- Allianz SE
- ALNO Aktiengesellschaft
- alstria office REIT-AG
- Altech Advanced Materials AG (vormals Youbisheng Green Paper AG)
- AlzChem AG (vormals Softmatic AG)
- Amadeus FiRe AG
- amalphi AG
- AmaTech AG
- Amatheon Agri Holding N.V. (deutsches Unternehmen mit niederländischer Rechtsform, notiert in Paris)
- aovo Touristik AG
- AQUAMONDI AG
- ARCANDOR Aktiengesellschaft i.L. (bis 30. Juni 2007 KarstadtQuelle)
- Arn. Georg Aktiengesellschaft
- artec technologies AG
- artnet AG
- Asian Bamboo AG (Handel ausgesetzt seit 9. Juni 2016)
- asknet AG
- ATOSS Software AG
- Auden AG (ehemals Kilian Kerner AG)
- AUDI Aktiengesellschaft
- Aumann AG
- AURELIUS Equity Opportunities SE & Co. KGaA
- Aureum Realwert AG (ehemals HELIO Biotech AG)
- Aurubis AG (ehemals Norddeutsche Affinerie AG)
- Autark Group Aktiengesellschaft (ehemals PS Vermögensverwaltung AG)
- autowerkstatt group N.V. (börsennotierte Holding in den Niederlanden)
- Aves One AG (ehemals PriCon Invest AG, zuvor Primea Invest AG, davor BHE Finanz AG, davor BHE Beteiligungs-Aktiengesellschaft)
- AVW Immobilien AG

## B
- B.M.P. Pharma Trading AG
- B+S Banksysteme Aktiengesellschaft (vormals DataDesign Aktiengesellschaft)
- B.R.A.I.N. Biotechnology Research And Information Network AG
- Baader Bank Aktiengesellschaft
- Babcock-BSH AG
- Backbone Technology AG (ehemals Aurora Capital AG)
- BASF SE
- Basic Resources AG (vormals Yalta AG)
- Basler Aktiengesellschaft
- Bastei Lübbe AG
- Bastfaserkontor Aktiengesellschaft
- BAUER Aktiengesellschaft
- Baumot Group AG (ehemals TWINTEC AG)
- BAVARIA Industries Group AG (ehemals BAVARIA Industriekapital AG)
- Bavaria Venture Capital & Trade AG
- Bayer Aktiengesellschaft
- Bayerische Motoren Werke AG (BMW)
- BayWa AG
- BBI Bürgerliches Brauhaus Immobilien Aktiengesellschaft (ehemals Bürgerliches Brauhaus Ingolstadt AG)
- BBS Kraftfahrzeugtechnik Aktiengesellschaft i.L.
- Beate Uhse Aktiengesellschaft
- Bechtle Aktiengesellschaft
- Beiersdorf Aktiengesellschaft
- Berchtesgadener Bergbahn Aktiengesellschaft
- Berentzen-Gruppe Aktiengesellschaft
- Berliner Effektengesellschaft AG
- Bertrandt Aktiengesellschaft
- bet-at-home.com AG
- Beta Systems Software AG
- Beteiligungen im Baltikum Aktiengesellschaft
- BHB Brauholding Bayern-Mitte AG
- BHS tabletop AG
- Bijou Brigitte modische Accessoires Aktiengesellschaft
- Bilfinger SE
- Binect AG (ehemals MAX21 Management und Beteiligungen AG)
- Bio-Gate AG
- Biofrontera AG
- BioNTech SE (Nasdaq)
- Biosilu Healthcare AG (ehemals AMP Biosimilars AG)
- Biotest Aktiengesellschaft
- bit by bit Holding AG
- Bitcoin Group SE
- Blue Cap AG
- bluepool AG
- BÖWE SYSTEC Aktiengesellschaft
- Borussia Dortmund GmbH & Co. Kommanditgesellschaft auf Aktien
- BrainCloud AG
- BREMER LAGERHAUS-GESELLSCHAFT -Aktiengesellschaft von 1877-
- Brenntag AG
- Brillant Aktiengesellschaft
- Brüder Mannesmann AG
- Bürgerliches Brauhaus Ravensburg-Lindau Aktiengesellschaft

## C
- Camera Work AG (ehemals Nordhäuser Tabakfabriken Aktiengesellschaft)
- CANCOM SE
- Capital One AG
- Capsensixx AG
- Carl Zeiss Meditec AG
- Carpevigo Holding AG
- cash.life AG
- Cash.Medien AG
- CD Deutsche Eigenheim AG (ehemals DESIGN Bau AG)
- CECONOMY AG
- CENIT Aktiengesellschaft
- Centrotec Sustainable AG
- centrotherm photovoltaics AG
- Ceotronics Aktiengesellschaft
- CEWE Stiftung & Co. KGaA
- Chainledger Systems AG (ehemals Globewater AG)
- China Specialty Glass AG
- CINEMEDIA AG (ehemals Berliner Synchron AG)
- Clere AG (ehemals Balda AG)
- Cliq Digital AG (ehemals BOB MOBILE AG)
- co.don Aktiengesellschaft
- Commerzbank Aktiengesellschaft
- CompuGroup Medical SE
- Con Value AG
- Consus Commercial Property AG
- Continental Aktiengesellschaft
- Convertis AG (ehemals Energie-Effizienz Beteiligungs AG)
- Coreo AG (ehemals Nanostart AG)
- Covestro AG
- CPU Softwarehouse AG
- CR Capital Real Estate AG
- CropEnergies AG
- CTS Eventim AG & Co. KGaA
- Curetis N.V. (deutsches Unternehmen mit niederländischer Rechtsform)
- Custodia Holding Aktiengesellschaft (ehemals Löwenbräu Aktiengesellschaft)
- Cyan AG
- Cybits Holding AG (ehemals Reality Capital Partners AG, zuvor SIBRA Beteiligungs AG)
- CytoTools AG

## D
- D-W-H Deutsche Werte Holding AG (ehemals ES ! Energie Systeme AG, zuvor BEMA AG)
- Da Vinci Luxury AG (ehemals Xerius AG)
- Dahlbusch Aktiengesellschaft
- Daimler AG (ehemals DaimlerChrysler AG)
- Daldrup & Söhne Aktiengesellschaft
- DATA MODUL Aktiengesellschaft Produktion und Vertrieb von elektronischen Systemen
- Datagroup SE
- DATRON AG
- DCI Database for Commerce and Industry AG
- DEAG Deutsche Entertainment Aktiengesellschaft
- Decheng Technology AG
- DEFAMA Deutsche Fachmarkt Aktiengesellschaft
- Delignit AG
- Delivery Hero AG
- Delticom AG
- DEMIRE Deutsche Mittelstand Real Estate AG (ehemals MAGNAT Real Estate Opportunities AG)
- De Raj Group AG (notiert in Wien)
- Dermapharm Aktiengesellschaft
- Design Hotels AG
- Deufol SE (ehemals D.Logistics AG)
- Deutsche Balaton AG
- DEUTSCHE BANK AKTIENGESELLSCHAFT
- Deutsche Beteiligungs AG
- Deutsche Biotech Innovativ AG
- Deutsche Börse AG
- Deutsche Cannabis AG (ehemals F.A.M.E. AG)
- Deutsche Effecten- und Wechsel-Beteiligungsgesellschaft AG
- Deutsche EuroShop AG
- Deutsche Geothermische Immobilien AG
- Deutsche Grundstücksauktionen AG
- Deutsche Industrie REIT-AG
- Deutsche Konsum REIT-AG
- Deutsche Lufthansa Aktiengesellschaft
- Deutsche Pfandbriefbank AG
- Deutsche Post AG
- Deutsche Real Estate AG
- Deutsche Rohstoff AG
- Deutsche Technologie Beteiligungen AG
- Deutsche Telekom AG
- Deutsche Wohnen AG
- DEUTZ Aktiengesellschaft
- DF Deutsche Forfait Aktiengesellschaft
- DFV Deutsche Familienversicherung AG
- DG-Gruppe AG
- DGH Deutsche Grundwert Holding AG (ehemals TUSTE AG)
- DIC Asset AG
- Diebold Nixdorf Aktiengesellschaft
- Dierig Holding Aktiengesellschaft
- Dinkelacker Aktiengesellschaft
- Diskus Werke AG
- DLB-Anlageservice Aktiengesellschaft
- DMG MORI AKTIENGESELLSCHAFT (ehemals Gildemeister AG)
- DNI Beteiligungen AG
- DocCheck AG (ehemals Antwerpes AG)
- Dorstener Maschinenfabrik Aktiengesellschaft
- DOUGLAS AG
- Dr. Bock Industries AG (notiert in Wien)
- Dr. Hönle Aktiengesellschaft
- Dr. Ing. h.c. F. Porsche Aktiengesellschaft
- Drägerwerk AG & Co. KGaA
- Dürkopp Adler Aktiengesellschaft
- Dürr Aktiengesellschaft

## E
- E.ON AG
- EASY SOFTWARE AG
- Eckert & Ziegler Strahlen- und Medizintechnik AG
- Ecolutions GmbH & Co. KGaA (notiert in Paris)
- ecotel communication ag
- EcoUnion AG (ehemals KnowOne AG)
- edding Aktiengesellschaft
- Edel SE (ehemals edel music AG)
- EdgeSearch AG
- Effecten-Spiegel AG
- Eifelhöhen-Klinik Aktiengesellschaft
- Einbecker Brauhaus Aktiengesellschaft
- Einhell Germany AG (ehemals Hans Einhell AG)
- Eisen- und Hüttenwerke AG
- Ekotechnika AG
- Elanix Biotechnologies AG (ehemals Porta Systems AG)
- Elbstein AG
- Elektrische Licht- und Kraftanlagen Aktiengesellschaft (ELIKRAFT)
- elexxion AG
- Elmos Semiconductor SE
- ElringKlinger AG
- elumeo SE
- EnBW Energie Baden-Württemberg AG
- Encavis AG (vormals Capital Stage AG)
- ENDOR Aktiengesellschaft
- Energiekontor AG
- Envitec Biogas AG
- Epigenomics AG
- EQS Group AG
- Erlebnis Akademie AG
- Ernst Russ AG (ehemals HCI Capital AG)
- EUROKAI GmbH & Co. KGaA
- euromicron AG
- EUWAX Aktiengesellschaft
- Evonik Industries AG
- Evotec AG
- Eyemaxx Real Estate AG (ehemals BinTec Communications AG)

## F
- Fair Value REIT AG
- Falkenstein Nebenwerte AG
- FD Group AG (ehemals FinData Group AG, zuvor Omiris AG, davor H5 B5 Media AG)
- Feike AG
- Fernheizwerk Neukölln AG
- Fielmann Aktiengesellschaft
- Fenghua SoleTech AG (Handel ausgesetzt seit Juni 2016)
- FinGroup AG
- FinLab AG (ehemals Altira AG)
- flatex AG
- First Sensor AG (ehemals Silicon Sensor International AG)
- Fleischerei-Bedarf Aktiengesellschaft von 1923
- Fonterelli GmbH & Co KGaA
- FORIS AG
- Formycon AG
- FORTEC Elektronik Aktiengesellschaft
- Franconofurt AG
- Francotyp-Postalia Holding AG
- Fraport AG Frankfurt Airport Services Worldwide
- freenet AG
- Fresenius SE & Co. KGaA
- Fresenius Medical Care AG & Co. KGaA
- Fritz Nols AG
- FRIWO AG (ehemals CEAG AG)
- FRÖHLICH BAU Aktiengesellschaft i. Abw.
- FRoSTA Aktiengesellschaft
- Fuchs SE
- Funkwerk AG

## G
- GAG Immobilien AG
- Ganaria AG
- Gateway Real Estate AG (ehemals Hamburgische Immobilien Invest SUCV AG, zuvor HII Hanseatische Immobilien Invest AG)
- GBK Beteiligungen Aktiengesellschaft
- GBS Asset Management AG (ehemals Grevener Baumwollspinnerei AG)
- GBS Software AG (ehemals GROUP Business Software AG)
- GEA Group Aktiengesellschaft (ehemals mg technologies AG, zuvor Metallgesellschaft Aktiengesellschaft)
- GELSENWASSER AG
- Geratherm Medical AG
- German Startups Group Berlin GmbH & Co. KGaA
- Gerresheimer AG
- Gerry Weber International Aktiengesellschaft
- GESCO Aktiengesellschaft
- Gesundheitswelt Chiemgau Aktiengesellschaft
- GFT Technologies SE
- GIEAG Immobilien AG
- Gigaset AG (ehemals ARQUES Industries AG)
- GK Software SE
- Global Oil & Gas AG
- Global PVQ SE (ehemals Q-Cells Aktiengesellschaft)
- GoingPublic Media AG
- Gold-Zack Aktiengesellschaft
- Good Brands AG
- GRAMMER Aktiengesellschaft
- Greiffenberger Aktiengesellschaft
- GRENKE AG (ehemals Grenkeleasing AG)
- The Grounds Real Estate Development AG (ehemals Netwatch AG, davor Artamia AG)
- GSW Immobilien AG
- GTG Dienstleistungsgruppe Aktiengesellschaft
- GWB Immobilien Aktiengesellschaft
- GxP German Properties AG (ehemals Cleanventure AG, zuvor KIMON Beteiligungen AG)

## H
- H&K AG (notiert in Paris)
- H&R GmbH & Co. KGaA (ehemals H&R Wasag AG)
- HAEMATO AG (ehemals Windsor AG)
- Halloren Schokoladenfabrik AG
- HAMBORNER REIT AG
- Hamburger Getreide-Lagerhaus Aktiengesellschaft
- Hamburger Hafen und Logistik Aktiengesellschaft
- Hannover Rück SE
- HanseYachts AG
- Hapag-Lloyd Aktiengesellschaft
- Hasen-Immobilien AG
- HAWESKO Holding Aktiengesellschaft
- HCI HAMMONIA SHIPPING AG
- HeidelbergCement AG
- Heidelberger Beteiligungsholding AG (ehemals Delta Beteiligungen AG, zuvor net.IPO AG)
- Heidelberger Druckmaschinen Aktiengesellschaft
- Heliad Equity Partners GmbH & Co. KGaA
- Heliocentris Energy Solutions AG (ehemals Heliocentris Fuel Cells AG)
- Hella KGaA Hueck & Co.
- HelloFresh AG
- HELMA Eigenheimbau Aktiengesellschaft
- Henkel AG & Co. KGaA
- Hensoldt AG (Hensoldt)
- Hesse Newman Capital AG (ehemals FHR Finanzhaus AG, zuvor Finanzhaus Rothmann AG)
- HMS Bergbau AG
- HOCHTIEF Aktiengesellschaft
- HÖVELRAT Holding AG (ehemals nordaktienbank AG)
- Hoffmann AHG SE
- HOFTEX GROUP AG (ehemals Textilgruppe Hof AG)
- HolidayCheck Group AG (ehemals TOMORROW FOCUS AG)
- Homag Group AG
- HORNBACH Baumarkt AG
- HORNBACH Holding AG & Co. KGaA
- HORUS AG
- HPI AG (ehemals ce Global Sourcing AG)
- HSBC Trinkaus & Burkhardt AG
- HSBC US Buy-Out GmbH & Co.KGaA
- HUGO BOSS AG
- HumanOptics AG
- HWA AG
- HYDROTEC Gesellschaft für Wassertechnik Aktiengesellschaft
- HYPOPORT AG
- Hyrican Informationssysteme Aktiengesellschaft

## I
- i:FAO Aktiengesellschaft
- IBU-tec advanced materials AG
- IC Immobilien Holding AG
- IFA HOTEL & TOURISTIK AKTIENGESELLSCHAFT
- ifa systems AG
- Immovaria Real Estate AG (ehemals SP Asset Management AG)
- Impera Total Return AG
- InCity Immobilien AG
- independent capital AG
- INDUS Holding Aktiengesellschaft
- infas Holding Aktiengesellschaft (ehemals Action Press Holding AG)
- Infineon Technologies AG
- InflaRx N.V. (an der Nasdaq notierte Holding mit niederländischer Rechtsform)
- init innovation in traffic systems Aktiengesellschaft
- InnoTec TSS Aktiengesellschaft
- INNOVATIV CAPITAL AG
- Instant IPO Holding AG (ehemals Tiberius Holding AG, zuvor Carthago Capital Beteiligungen AG)
- Instone Real Estate Group AG
- Integrata Aktiengesellschaft
- InterCard AG Informationssysteme
- INTERSHOP Communications Aktiengesellschaft
- Intertainment Aktiengesellschaft
- InTiCa Systems AG
- Investunity AG (ehemals ILKA AG Holding für Immobilien und Effekten-Verwaltung)
- InVision Aktiengesellschaft
- ISRA VISION AG
- ISRA VISION PARSYTEC AG (ehemals Parsytec AG)
- ItN Nanovation AG
- Ivestos AG (ehemals afendis payment AG, zuvor LIDWINA AG)
- IVU Traffic Technologies AG

## J
- Janosch film & medien AG
- JDC Group AG (vormals Aragon AG)
- JENOPTIK Aktiengesellschaft
- Joh. Friedrich Behrens Aktiengesellschaft
- Jost Aktiengesellschaft
- JOST Werke AG
- Jungheinrich Aktiengesellschaft

## K
- K+S Aktiengesellschaft
- Kabel Deutschland Holding AG
- Kampa AG (ehemals Kampa Haus AG)
- KAP AG
- KHD Humboldt Wedag International AG
- KHD Humboldt Wedag Vermögensverwaltungs-AG (ehemals KHD Humboldt Wedag Industrial Services AG)
- KION GROUP AG
- Klassik Radio AG
- Klepper Faltbootwerft AG
- Klöckner & Co SE
- Knaus Tabbert AG
- Koenig & Bauer AG
- KONSORTIUM AKTIENGESELLSCHAFT
- KPS AG (ehemals HAITEC AG)
- KREMLIN AG
- KROMI Logistik AG
- KRONES Aktiengesellschaft
- KSB SE & Co. KGaA
- KST Beteiligungs AG (ehemals KST Wertpapierhandelsgesellschaft AG)
- KUKA Aktiengesellschaft (ehemals IWKA AG)
- Kulmbacher Brauerei AG
- Kur- und Verkehrsbetriebe Aktiengesellschaft Oberstdorf
- KWS SAAT SE

## L
- L-KONZEPT Holding AG
- Landshuter Brauhaus AG Privatbrauerei
- Landshuter Kunstmühle C. A. Meyer’s Nachfolger Aktiengesellschaft
- Lang & Schwarz Aktiengesellschaft
- LANXESS Aktiengesellschaft
- Lechwerke AG
- LEG Immobilien AG
- Leifheit Aktiengesellschaft
- Lena Beteiligungs AG
- Leoni AG
- LEWAG Holding Aktiengesellschaft
- Lifespot Capital AG
- Linde plc
- Lloyd Fonds AG
- Lotto24 AG
- LPKF Laser & Electronics AG
- LS telcom AG
- Ludwig Beck am Rathauseck – Textilhaus Feldmeier AG
- Lumaland AG (ehemals Pütz Vermögensverwaltung AG)
- Luyanta AG

## M
- M.A.X. Automation AG
- m+s Elektronik AG
- m-u-t AG Messgeräte für Medizin- und Umwelttechnik
- M1 Kliniken AG (ehemals M1 Beauty AG, zuvor Windsor Real Estate AG)
- MagForce AG
- Maier + Partner Aktiengesellschaft
- Mainova Aktiengesellschaft
- MAN SE
- Manz AG
- Marenave Schiffahrts AG
- Maschinenfabrik Berthold Hermle AG
- Masterflex SE
- Maternus-Kliniken Aktiengesellschaft
- Matica Technologies AG (ehemals Digital Identification Solutions AG)
- MBB SE
- McKesson Europe AG
- Medical Columbus AG
- MediClin Aktiengesellschaft
- MediGene AG
- MediNavi AG
- Medion AG
- Medios AG (ehemals CREVALIS CAPITAL AG, zuvor MIM MONDO IGEL MEDIA AG)
- Mensch und Maschine Software SE
- Merck KGaA Kommanditgesellschaft auf Aktien
- Merkur Privatbank KGaA
- Metric mobility solutions AG (ehemals Höft & Wessel AG)
- METRO AG
- MeVis Medical Solutions AG
- Minaya Capital AG
- Mineralbrunnen Überkingen-Teinach GmbH & Co. KGaA
- Ming Le Sports AG
- MLP AG
- MOBOTIX AG
- Mologen AG
- Moninger Holding AG (ehemals Brauerei Moninger AG)
- MorphoSys AG
- Mountain Alliance AG (ehemals Ecommerce Alliance AG)
- MPC Münchmeyer Petersen Capital AG
- MPH Mittelständische Pharma Holding AG
- MS Industrie AG
- msg life ag (ehemals COR&FJA AG, zuvor FJA AG und COR AG)
- MTU Aero Engines AG
- Mühl Product & Service Aktiengesellschaft
- Mühlbauer Holding AG
- Muehlhan AG
- Müller – Die lila Logistik AG
- Münchener Rückversicherungs-Gesellschaft Aktiengesellschaft
- Munich Brand Hub AG
- Murphy & Spitz Green Capital Aktiengesellschaft
- mutares AG
- mVISE AG (ehemals conVISUAL AG)
- MVV Energie AG
- mwb fairtrade Wertpapierhandelsbank AG (ehemals MWB Wertpapierhandelshaus AG)
- mybet Holding SE (ehemals FLUXX AG)
- MyHammer Holding AG
- Mynaric AG

## N
- NABAG Anlage- und Beteiligungs Aktiengesellschaft
- Nabaltec AG
- The NAGA Group AG
- NAK Stoffe Aktiengesellschaft i. A.
- NameProtect AG
- NanoFocus AG
- Nanogate SE
- NanoRepro AG
- Nebelhornbahn-Aktiengesellschaft
- Nemetschek SE
- Neschen Aktiengesellschaft
- Neuhof Textil-Holding Aktiengesellschaft
- New-York Hamburger Gummi-Waaren Compagnie Aktiengesellschaft
- Nexus AG
- NFON AG
- niiio finance group AG (ehemals Meridio Vermögensverwaltung AG)
- Nikon SLM Solutions AG
- Noratis AG
- NorCom Information Technology AG
- Norddeutsche Steingut AG
- Nordex SE
- NORDWEST Handel Aktiengesellschaft
- NORMA Group SE
- Novetum AG
- Nucletron Electronic AG
- Nürnberger Beteiligungs-Aktiengesellschaft

## O
- OAB Osnabrücker Anlagen- und Beteiligungs-AG (ehemals Osnabrücker Aktien-Bierbrauerei)
- Odeon Film AG
- OHB SE
- Ökoworld AG (vormals versiko AG)
- Oldenburgische Landesbank Aktiengesellschaft
- Oppmann Immobilien AG
- ORBIS SE
- OSRAM Licht AG
- OTI Greentech AG (ehemals IP Strategy AG)
- OTRS AG
- OVB Holding AG

## P
- PA Power Automation AG
- PAION AG
- Palatium Real Estate AG
- Panamax AG (ehemals Pandatel AG)
- PANTALEON Entertainment AG
- paragon GmbH & Co. KGaA
- PARK & Bellheimer AG
- PATRIZIA AG
- PAUL HARTMANN AG
- PEARL GOLD AG
- PEH Wertpapier AG
- Performance One AG
- Pfeiffer Vacuum Technology AG
- pferdewetten.de (ehemals SPORTWETTEN.DE AG, zuvor e.multi Digitale Dienste AG)
- Philion SE
- Philipp Holzmann Aktiengesellschaft i.L.
- Pilkington Deutschland AG
- PINGUIN HAUSTECHNIK AG
- Pironet AG
- Pittler Maschinenfabrik Aktiengesellschaft
- Plan Optik AG
- plenum Aktiengesellschaft
- plettac Aktiengesellschaft
- PNE WIND AG (ehemals Plambeck Neue Energien AG)
- Pommersche Provinzial-Zuckersiederei AG
- Pongs & Zahn Aktiengesellschaft
- Porsche Automobil Holding SE
- PRIMAG AG
- Private Assets AG (ehemals leasing.99 AG)
- PRO DV AG
- Probiodrug AG
- ProCredit Holding AG
- Progress-Werk Oberkirch Aktiengesellschaft
- ProSiebenSat.1 Media SE
- Protektus AG (ehemals AA FORTUNA Venture Capital & Management AG; notiert in Paris)
- PSI Aktiengesellschaft für Produkte und Systeme der Informationstechnologie
- publity AG
- PULSION Medical Systems SE
- PUMA SE
- PVA TePla AG
- Pyramid AG (ehemals mic AG)
- Pyrolyx AG

## Q
- Q-Soft Verwaltungs AG (ehemals Q-SOFT AG)
- Q2M Managementberatung AG
- Q.beyond AG (ehemals QSC AG)
- quirin bank AG

## R
- R. Stahl AG
- RA-MICRO International SE (ehemals AE Turnaround Capital SE)
- RATIONAL Aktiengesellschaft
- RCM Beteiligungs Aktiengesellschaft
- Readcrest Capital AG (ehemals Enerxy AG, davor: Business Media China AG)
- REALTECH AG
- Reederei Herbert Ekkenga Aktiengesellschaft Passagierschiffahrt
- Regenbogen AG
- Renk Group Aktiengesellschaft
- RheinLand Holding Aktiengesellschaft
- Rheinmetall Aktiengesellschaft
- Rheintex Verwaltungs AG (ehemals Rheinische Textilfabriken AG)
- RHÖN-KLINIKUM Aktiengesellschaft
- RIB Software SE
- RIM AG (ehemals RÜCKER IMMOBILIEN AKTIENGESELLSCHAFT)
- Ringmetall Aktiengesellschaft (ehemals H.P.I. Holding AG)
- RIPAG Aktiengesellschaft (ehemals Rücker Immobilien Portfolio AG)
- RiskDirect AG
- RM Rheiner Management AG (ehemals Rheiner Moden AG)
- Rocket Internet SE
- ROY Ceramics SE
- Rubean AG
- RUBEROID AKTIENGESELLSCHAFT i. A.
- RWE AG

## S
- S&O AGRAR AG (ehemals S&R Biogas Energiesysteme AG, zuvor Birkert Wertpapierhandelshaus AG)
- SAF-Holland S.A. (börsennotierte Holding in Luxemburg)
- Salzgitter Aktiengesellschaft
- Sanacorp Pharmaholding Aktiengesellschaft
- SAP SE
- Sartorius Aktiengesellschaft
- SBF AG (ehemals Corona Equity Partner AG)
- Schaeffler AG
- Schaltbau Holding AG
- Scherzer & Co. AG (ehemals Porzellanfabrik Zeh, Scherzer & Co. AG)
- Schloss Wachenheim AG (ehemals Sektkellerei Schloß Wachenheim AG)
- Schnigge Wertpapierhandelsbank SE (zeitweise DKM Wertpapierhandelsbank AG)
- SCHOTT Pharma AG & Co. KGaA
- Schuler Aktiengesellschaft
- Schulte-Schlagbaum Aktiengesellschaft
- Schumag Aktiengesellschaft
- Schwabenverlag Aktiengesellschaft
- SCHWÄLBCHEN MOLKEREI Jakob Berz Aktiengesellschaft
- SCHWEIZER ELECTRONIC AKTIENGESELLSCHAFT
- SCI AG
- Scout24 AG
- SCY Beteiligungen AG (ehemals China BPIC Surveying Instruments GA)
- secunet Security Networks AG
- Securize IT Solutions AG (ehemals micData AG)
- Sedlmayr Grund und Immobilien AG (ehemals Gabriel Sedlmayr Spaten Brauereibeteiligung und Immobilien KGaA)
- Sektkellerei J. Oppmann Aktiengesellschaft
- SendR SE
- Senvion SE (börsennotierte Holding in Luxemburg)
- Serviceware SE
- SEVEN PRINCIPLES AG (ehemals TECON Technologies AG)
- SFC Energy AG
- SGL Carbon AG
- Shareholder Value Beteiligungen AG
- SHF Communication Technologies AG
- SHS VIVEON AG
- SHW AG
- Siemens Aktiengesellschaft
- Siemens Healthineers AG
- Siltronic AG
- SIMONA Aktiengesellschaft
- Singulus Technologies Aktiengesellschaft
- Sinner AG
- SinnerSchrader AG
- sino Aktiengesellschaft
- Sino-German United AG (ehemals German Brokers AG)
- Sixt AG
- Sixt Leasing SE
- SKW Stahl-Metallurgie Holding AG
- SLEEPZ AG (vormals bmp Holding AG, zeitweise bmp media investors AG)
- SLOMAN NEPTUN Schiffahrts-Aktiengesellschaft
- SM Wirtschaftsberatungs Aktiengesellschaft
- SMA Solar Technology AG
- Smart Equity AG
- Smart Grids AG (ehemals BRG Vermögensverwaltung AG)
- SMT Scharf AG
- Snowbird AG
- SNP Schneider-Neureither & Partner AG
- Softing AG
- Softline AG
- Softship Aktiengesellschaft
- Software Aktiengesellschaft
- Solar-Fabrik Aktiengesellschaft für Produktion und Vertrieb von solartechnischen Produkten
- Solar Millennium AG
- SolarWorld AG
- SOLON SE
- Solutiance AG
- Solvesta AG
- Sonne + Wind Beteiligungen AG
- Spark Networks SE (notiert an der NYSE American)
- SPARTA AG
- Splendid Medien AG
- SPOBAG Aktiengesellschaft
- Sport1 Medien AG (ehemals Constantin Medien, zuvor EM.Sport Media AG, davor EM.TV & Merchandising Aktiengesellschaft)
- Sporttotal AG, ehemals Wige Media AG
- Springer Nature AG & Co. KGaA
- Staatl. Mineralbrunnen Aktiengesellschaft Bad Brückenau
- Stabilus S.A. (börsennotierte Holding in Luxemburg)
- STADA Arzneimittel Aktiengesellschaft
- STARAMBA SE (ehemals Social Commerce Group SE)
- StarDSL AG (ehemals INKAH AG)
- STEICO SE
- Steilmann SE
- STEMMER IMAGING AG
- STINAG Stuttgart Invest AG (ehemals Stuttgarter Hofbräu AG)
- STO SE & Co. KGaA
- STS Group AG
- STRATEC Biomedical Systems AG
- Ströer SE & Co. KGaA
- Südwestdeutsche Salzwerke Aktiengesellschaft
- Südzucker AG
- Sunline AG
- Surikate Mittelstands AG
- SURTECO GROUP SE
- Süss MicroTec AG
- Symrise AG
- Syrakus Holding AG (ehemals Horizont Holding AG)
- Syzygy AG

## T
- TAG Colonia-Immobilien AG (ehemals Colonia Real Estate AG)
- TAG Immobilien AG (ehemals TAG Tegernseebahn Immobilien- und Beteiligungs-AG)
- TAKKT AG
- Talanx Aktiengesellschaft
- TC Unterhaltungselektronik Aktiengesellschaft
- TDMi AG (bis Okt. 2008: Arxes Network Communication Consulting AG)
- Technotrans AG
- Tele Columbus AG
- Telefónica Deutschland Holding AG
- TELES AG Informationstechnologien Aktiengesellschaft Informationstechnologien
- Teleservice Holding AG
- ThyssenKrupp AG
- Tick Trading Software AG
- Tiscon AG Infosystems
- Tierpark Hellabrunn AG, München
- TLG Immobilien AG
- Tom Tailor Holding SE
- Tonkens Agrar AG
- Trade & Value AG
- Tradegate AG Wertpapierhandelsbank
- transtec Aktiengesellschaft
- Travel24.com AG
- Trinkaus Secondary GmbH & Co. KGaA
- Trinkaus Secondary Zweitausendsechs GmbH & Co. KGaA
- trivago N.V. (an der Nasdaq notierte Holding mit niederländischer Rechtsform)
- TTL Beteiligungs- und Grundbesitz-AG (ehemals TTL Information Technology AG)
- TUI AG
- Turbon AG
- TYROS AG Finanzdienstleistungen

## U
- U.C.A. Aktiengesellschaft
- üstra Hannoversche Verkehrsbetriebe Aktiengesellschaft
- UET United Electronic Technology AG (ehemals CFC Industriebeteiligungen AG)
- uhr.de AG
- Ultrasonic AG
- UMS United Medical Systems International AG
- UMT United Mobility Technology AG (vormals Leipziger Solarpark AG)
- UmweltBank Aktiengesellschaft
- UniDevice AG
- Uniper SE
- UNIPROF Real Estate Holding AG
- United Internet AG
- United Labels Aktiengesellschaft
- United Power Technology AG
- UNIWHEELS AG
- UNYLON AG
- USU Software AG
- Uzin Utz Aktiengesellschaft

## V
- va-Q-tec AG
- VALORA EFFEKTEN HANDEL AG
- Value-Holdings Aktiengesellschaft
- Value-Holdings International AG (ehemals NB Nebenwerte-Beteiligungen AG)
- Value Management & Research AG
- Vapiano SE
- Varengold Bank AG
- Varta AG
- Vascory AG (ehemals RWL Solar AG, zuvor RWL Verwaltungs und Beteiligungs-AG)
- VDN Vereinigte Deutsche Nickel-Werke Aktiengesellschaft
- Vectron Systems AG
- Verallia Deutschland AG (ehemals Saint-Gobain Oberland Aktiengesellschaft, zuvor Oberland Glas AG)
- VERBIO Vereinigte BioEnergie AG
- Vereinigte Filzfabriken Aktiengesellschaft
- VERIANOS Real Estate Aktiengesellschaft (ehemals Real² Immobilien AG)
- Versandhandelabwicklungsgesellschaft in Neumünster AG (vormals Oppermann Versand Aktiengesellschaft)
- Vestcorp AG (vormals TFG Capital AG Unternehmensbeteiligungsgesellschaft)
- VIB Vermögen AG
- Victoria Real AG
- Villeroy & Boch Aktiengesellschaft
- Viscom AG
- Vita 34 AG
- Vivanco Gruppe Aktiengesellschaft
- VOLKSWAGEN AKTIENGESELLSCHAFT
- Voltabox AG
- Vonovia SE (ehemals Deutsche Annington Immobilien SE)
- Vossloh Aktiengesellschaft
- vPE WertpapierhandelsBank AG
- Vtion Wireless Technology AG

## W
- Wacker Chemie AG
- Wacker Neuson SE
- wallstreet:online AG
- WALTER BAU-AKTIENGESELLSCHAFT
- WASGAU Produktions & Handels AG
- WashTec AG
- WCM Beteiligungs- und Grundbesitz-Aktiengesellschaft
- Webac Holding AG
- Westag & Getalit Aktiengesellschaft
- WESTGRUND Aktiengesellschaft
- Wild Bunch AG (ehemals Senator Entertainment AG)
- Wilex AG
- windeln.de SE
- Windhoff Aktiengesellschaft
- Wirecard AG
- WKM Terrain- und Beteiligungs-Aktiengesellschaft
- Wüstenrot & Württembergische AG

## X
- X-FAB Silicon Foundries SE
- Xin Rui Ke (China) AG (ehemals Chang Run China Investments Holding AG, zuvor CWZ China Flowers AG)
- XING AG

## Y
- YMOS AG
- YOC AG
- Your Family Entertainment AG (vormals RTV Family Entertainment Aktiengesellschaft)

## Z
- Zalando SE
- ZhongDe Waste Technology AG
- Zoologischer Garten Berlin
- Zooplus AG